# Tapis de sol

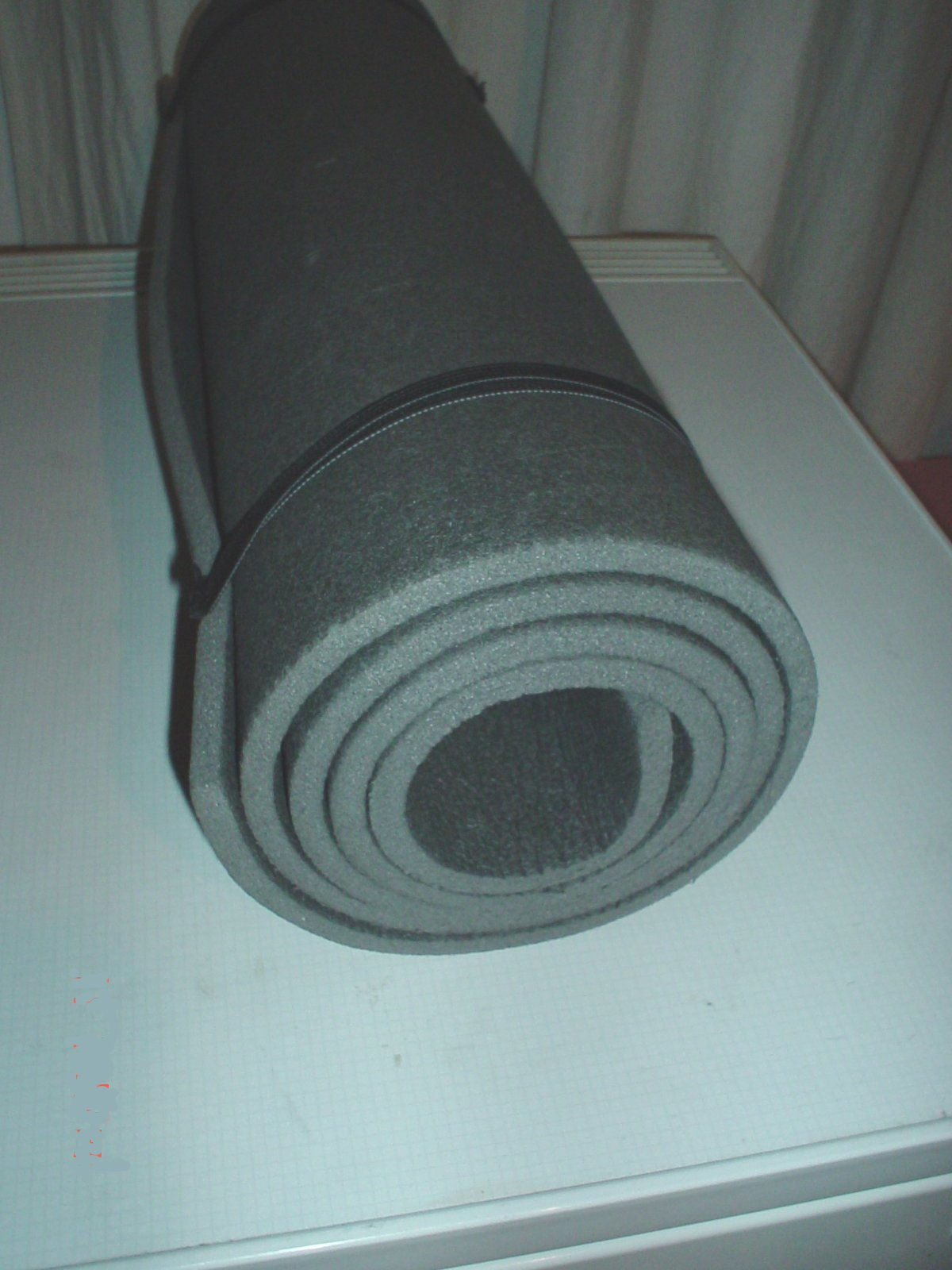
Tous les karrimats sont enroulables. Ils s'attachent horizontalement sur le sac à dos du randonneur ou du campeur. Le karrimat est un symbole de ces pratiques de plein air.

Un tapis de sol ou matelas de camping, parfois désigné par l'antonomase 'Karrimat', est un petit matelas très peu épais en matière synthétique.

## Histoire
Le matelas Karrimat a été développé en 1967 par le fabricant anglais Karrimor, et commercialisé au début des années 1980. Sa légèreté et sa fiabilité en ont rapidement fait un incontournable du matériel de randonnée.

## Dénomination
L'appellation « tapis de sol » (ou éventuellement « matelas de sol ») constitue un pléonasme. Le nom de « carrémat », aussi orthographié « Carré'mat » est également utilisé. Il est fait de l'association de « carré » et de « matelas ». En effet, la forme des carrémats est très géométrique, rectangulaire d'un format bien défini.

## Utilisation
Le tapis de sol a une double vocation : isolation thermique et confort. Il se substitue au matelas d'un lit pour les activités nécessitant de dormir en extérieur. La plupart du temps, il est utilisé pour le camping ou le bivouac lors de longues randonnées s'étalant sur plusieurs jours ou des expéditions notamment en alpinisme dans des vallons où il n'y a pas de refuge. Le tapis de sol doit donc conserver la chaleur du dormeur tout en lui procurant un certain confort. Il se place entre le sac de couchage et le sol (de la tente, ou du terrain en cas de bivouac sans tente).
Ces tapis peuvent être également utilisés pour la pratique d'activités au sol telles que le yoga.

## Constitution
Il existe deux grand types de tapis de sol :
1. Les tapis de sols de camping sont composés dans tous les cas d'une mousse, pour ses capacités d'isolation et pour sa souplesse (confort). La mousse est une matière synthétique légère et peu dense (moins de 70 kg par mètre cube), souvent remplie de micro bulles d'air. L'air, de par sa faible conductivité thermique est responsable de l'isolation offerte par le tapis de sol. La capacité isolante (R value) diffère selon les mousses utilisées et l'épaisseur de celle-ci, allant de 5 mm à 15 mm. L'épaisseur du tapis de sol est proportionnelle à son isolation. Pour l'augmenter, de nombreux constructeurs ajoutent une feuille d'aluminium afin de refléter les rayons infrarouges issus de la chaleur corporelle. Les modèles haut de gamme travaillent la forme du tapis pour créer des petites cavités en forme de carton à œufs ou de rainures pour emprisonner de l'air entre le sac de couchage et la matière isolante, augmentant ainsi encore davantage la retenue de chaleur.
2. Les tapis de sol gonflables/autogonflants (et les matelas pneumatiques) ont les mêmes buts que les modèles traditionnels, mais leur constitution diffère radicalement. Il s'agit de tapis en matière synthétique qu'on gonfle par l'intermédiaire d'une valve ou qui se remplissent tout seuls par une structure interne alvéolaire. Le volume d'air emprisonné crée une épaisseur variant entre 10 mm et 40 mm, offrant une isolation allant jusqu'au double des matelas en mousse.

Il existe des matelas gonflables dont l'épaisseur peut dépasser les dix centimètres, mais leur poids et volume les rend alors peu transportables dans le cadre de randonnée, et les cantonne plutôt à des utilisations sédentaires ou des transports en véhicule. L'épaisseur étant proportionnelle au volume d'air insufflé (jusqu'à un certain seuil), le confort est considérablement augmenté. Enfin, le volume du tapis dégonflé est restreint même si le poids est comparable.

## Avantages et inconvénients respectifs
Dans tous les cas, les matières synthétiques les constituant peuvent dégager des odeurs, notamment neufs ou s'ils restent longtemps dans un milieu clos ou chaud, une tente par exemple.

### Robustesse
Un tapis de sol autogonflant constitue la meilleure solution au point de vue du rapport poids&volume/isolation; sa fragilité rend toutefois son utilisation risquée en bivouac où des cailloux pointus, des aiguilles de pin, ou des rebuts contondants (pointe métallique, verre de bouteille, écharde de bois...) peuvent le crever. Une crevaison supprime alors totalement l'isolation et le confort de tout l'ensemble, contrairement aux tapis de mousse qu'une usure ou un trou n'abimeront que localement.

### Isolation et Humidité
Les solutions gonflables ou autogonflantes sont une solution intéressante pour leur capacité isolante permettant de dormir sur des sols froids ou enneigés. En revanche l'humidité de l'air (ambiant ou insufflé) dans les alvéoles peut condenser et réduire sensiblement ce potentiel isolant. L'humidité et la condensation peuvent également être source de développement bactérien altérant l'objet.
De leur côté les tapis de mousse n'absorbent guère d'humidité en raison de la composition de la mousse (EVA : Ethylene vinyl acetate, un copolymère thermoplastique) à cellules fermées, et la restituent lorsqu'on les met à sécher au soleil ou dans une pièce chauffée.

### Prix
Le prix joue en la défaveur des autogonflants, étant de plus grande technicité puisque constitués de plusieurs couches de matériaux.

### Accroche au sol
Un dernier point diffère selon les tapis de sol : leur accroche au sol. Bien qu'il soit préférable de dormir sur un sol plat, certaines situations ne le permettent pas, et un tapis incliné peut glisser par manque d'adhérence, notamment s'il est posé sur un sol de tente. Les matelas autogonflants, dont l'enveloppe utilise des matériaux synthétiques lisses, sont plus sensibles à la pente que leurs homologues en mousse, dont les aspérités accrochent le sol notamment grâce à l'élasticité des matériaux. Cette remarque est également valable pour le dormeur dans son sac de couchage, glissant au fil de la nuit à cause de ses mouvements sur son tapis de sol. Fort de ce constat, certains constructeurs intègrent des microreliefs antidérapants pour maintenir à la fois le dormeur sur le tapis, et le tapis sur le sol.

### Stockage
Lorsqu'ils restent longtemps en position roulée, les tapis de mousse gardent le 'pli' et auront tendance à s'enrouler tout seuls une fois dépliés ; et la mousse qui les compose peut se briser si les matelas sont enroulés dans le sens contraire à celui habituel.
De leur côté les autogonflants doivent impérativement être stockés en condition gonflée pour que leurs alvéoles maintiennent cet état comme celui 'de repos', et se regonflent donc spontanément lors de leur pose; à défaut un autogonflant ayant perdu cette aptitude nécessitera un gonflage par insufflation, plus fatigant et source d'humidité interne. Ils ne doivent ainsi être compressés que lors de leur transport. 